# Thalassotherapia Crikvenica
Thalassotherapia Crikvenica, specijalna bolnica u Crikvenici, Gajevo šetalište 21.

## Namjena
Bolnica je specijalizirana za liječenje i medicinsku rehabilitaciju dišnih organa i reumatizma. Talasoterapijskom i klimatoterapijskom liječenju izvrsne uvjete pružaju položaj na moru, obilje sunčanih sati i povoljna zračna strujanja, u uvali kristalno čistog mora, šljunčanoj plaži i 6 km dugoj šetnici, u parku mediteranskog zelenila. Talasoterapija se osim za liječenja i rehabilitacije, sprovodi u svrhu zdravstvene prevencije i medicinski usmjerenog odmora. Klijentima su na raspolaganju smještajne mogućnosti u smještajnim kapacitetima na lokaciji uz samo more. U njima smiju boraviti i klijenti i njihovi pratitelji koji ne koriste medicinske usluge u cilju odmora i rekreacije. Klijenti imaju mogućnosti specijalističkih pregleda, pratećih dijagnostičkih i terapijskih postupaka te rehabilitacijskih programa. U sadržaju je i medicinski wellness, tj. medicinski thalasso-wellness, koji podrazumijeva ponudu programa ciljano usmjerenih na prevenciju nezaraznih bolesti i ublažavanje posljedica kroničnih nezaraznih bolesti.

## Osoblje
Uz standardno pomoćno osoblje, tu su liječnici specijalisti iz područja fizikalne medicine i rehabilitacije, pulmologije, interne medicine, otorinolaringologije, pedijatrije, alergologije i baromedicine.

## Vanjske poveznice
- Mrežno sjedište